# Münchehofe (Hoppegarten)
Münchehofe è una frazione del comune tedesco di Hoppegarten, nel Land del Brandeburgo.

## Storia
Nel 2003 il comune di Münchehofe venne fuso con i comuni di Dahlwitz-Hoppegarten e di Hönow, formando il nuovo comune di Hoppegarten.

## Monumenti e luoghi d'interesse
Chiesa (Dorfkirche)Costruzione in pietra di origine medievale, con navata, coro e abside risalenti alla prima metà del Duecento, e torre di facciata eretta nell'Ottocento in forme neogotiche.